# Murighiol
Murighiol là một xã thuộc hạt Tulcea, România. Dân số thời điểm năm 2002 là 3816 người.